# メディア・コントロール

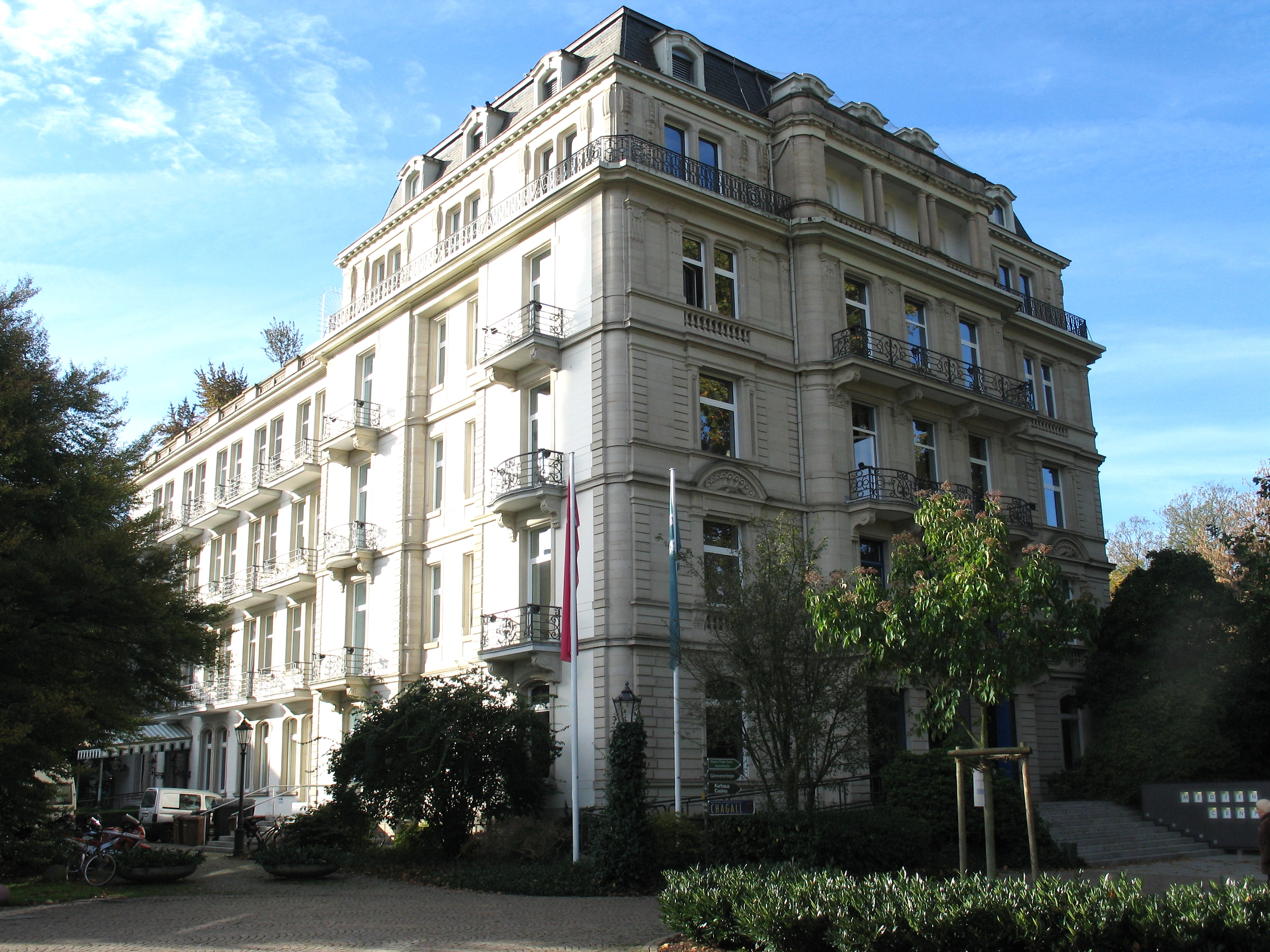
バーデン＝バーデンのメディア・コントロール本社

メディア・コントロール (Media Control GmbH) は 音楽産業連邦協会から委託を受けて、ドイツの公式音楽チャートの集計と発表を行っている企業である。その週間チャートには、シングル、アルバム、コンピレーションのトップ 100、ジャズのトップ 30、クラシックのトップ 20、シュラーガー（歌謡曲）のトップ 20、音楽DVDのトップ 20、公式ダンス (ODC) のトップ 50 がある。
メディア・コントロールのチャートは、様々な会社がネットやテレビで毎週配信している。一例として、1993年に設立された VIVA 音楽チャンネルがある。他には MusicLoad と MIX 1 があり、いずれもほぼ全てのチャートをネット上で配信している。なお全ての公式チャートは、メディア・コントロールの子会社である Officialcharts.de のサイトで公開されている。

## 沿革
ドイツにおける音楽チャートの発表は1959年まで遡り、それはドイツの音楽産業で重要な役割を果たしていた雑誌 Der Musikmarkt（『音楽市場』）で行われた。1959年以降、良質な音楽番組を求める声に押される形で、音楽産業連邦協会はチャート集計業者と共に、より良いチャート集計を模索してきた。
そしてそれを実現するため、複数の調査会社が試された上で、バーデン＝バーデンに本拠を置くメディア・コントロールが選ばれた。それゆえ、最初の公式チャートが Der Musikmarkt 誌で公開されたのは1977年9月だった。
当初は上位50位までの発表だったが、1980年1月に75位まで拡大された。1989年以降は、国際標準に従ってさらに100位まで拡大し、"Media Control Top 100" と称した。2001年以降は、トップ100シングル・チャートはシングルの売上を反映するよう変更された。
メディア・コントロールは2001年にミュージック・ビデオ・チャートを開始し、これは2004年に DVD チャートとなった。2001年の時点でミュージック・ビデオ・チャートという独立チャートがあったが、ミュージック・ビデオのシングルは、トップ100シングル・チャートにもエントリーされた。同様に2002年の時点でミュージック・ビデオのアルバムも、全編の50%以上が楽曲で占められていれば、トップ100アルバム・チャートにエントリーされた。50%を切る場合は、DVDチャートのみのエントリーとなった。このルール上、音楽CDのうち全編の50%以上がビデオからの使い回しである場合は、DVDチャートにエントリーされることもあった。
2004年にドイツは、売上チャートにダウンロード販売を加味した初の音楽市場のひとつとなった。
2007年7月13日にはダウンロード販売のみの楽曲が現れ、セールス記録のつけかたも変更されることになった。それまではダウンロード販売の売上数を基準にしていたのだが、これ以降は楽曲の売上高を基準にするようになった。従って最も売れたアルバムが必ずしもチャートの首位になるとは限らなくなった。
現在ドイツでは、3千の小売店が週単位で売上データを提供している。そのデータは PhonoNet という通信ネットワークチャンネルを通じてメディア・コントロールに渡される。

## チャート
メディア・コントロールは以下のチャートを発表している。
- Top 100 Singles
- Top 100 Albums
- Top 100 Compilation Charts
- Daily Trends (Top 150 singles and albums, top 50 compilation)
- Download Charts (singles and albums)
- Top 30 Jazz Charts
- Top 20 Classic Charts
- Top 20 Schlager Longplay Charts
- Top 20 Music video Charts
- Top 20 Newcomer Charts
- Top 20 Independent Charts
- Top 10 Comedy Charts
- Top 50 ODC (Official Dance Charts)